# Yamaha GTS 1000
Die Yamaha GTS 1000 ist ein Motorrad des japanischen Herstellers Yamaha. Der Sporttourer ist das bislang einzige in Serie hergestellte Motorrad mit Achsschenkellenkung. Yamaha präsentierte sein neues Flaggschiff 1992 auf der IFMA in Köln.

## Entwicklung

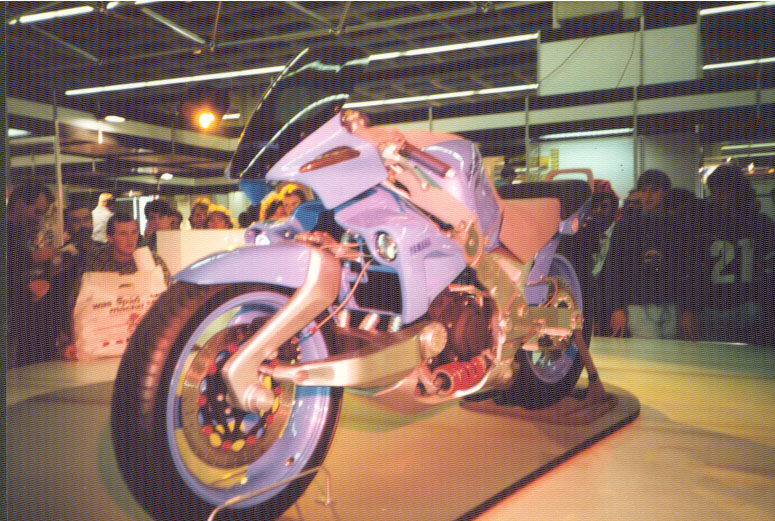
Studie „Morpho“

Bereits 1989 stellte Yamaha Überlegungen dazu an und konstruierte die Studie „Morpho“. Die Vorentwicklung leistete James Parker, der am 2. Juli 1985 ein Patent auf eine Achsschenkellenkung erhielt, Yamaha erwarb die Patentrechte. Der Sporttourer wurde von 1993 bis 1997 produziert.

## Technik
Die Achsschenkellenkung ist eine selten angewandte Bauart der Vorderradführung von Motorrädern. Versuche und Serienfertigungen mit Radnabenlenkungen (Lenkzapfen in der Radnabenmitte) gab es im Motorradsektor einige, reine Achsschenkellenkungen kamen bislang über das Experimentierstadium nicht hinaus, wie die Elf-Rennmaschinen von 1978 bis 1988. Die erste Achsschenkellenkung in Serie wurde beim Modell Yamaha GTS 1000 (1993–1997) verwendet. Bei der Yamaha übertragen zwei längs übereinander eingebaute Dreieckslenker die auftretenden Kräfte, eine Welle mit zwei Kardangelenken und einem Schiebegelenk überträgt die Steuerbewegung. Das Federbein greift am unteren Längslenker an und stützt sich am Rahmen – Yamaha nannte ihn Omega-Rahmen – ab.

## Test und Kritik
Ein Test-Vergleich ergab, dass die ungefederte Masse am Vorderrad mit 31,6 kg weitaus höher war als eine herkömmliche Teleskopgabel mit 21,5 kg. Dies erforderte konstruktionsbedingt eine hohe Druckstufendämpfung. Vorteile konnte die Achsschenkellenkung der Yamaha in diesem Test nur bei höherem Bremsnickausgleich erzielen. Der Nachlauf wurde mit 100 mm und der Lenkkopfwinkel mit 66 Grad gemessen, der Federweg betrug vorne 116 mm und hinten 130 mm.
Das Fahrwerk erntete Kritik; der theoretische Vorteil der Achsschenkellenkung war im Fahrversuch nicht zu erkennen. Der in der Größe 130/60 ZR 17 zu breite Vorderradreifen wurde stark kritisiert. Trotzdem zog man sich bei Yamaha „den Schuh nicht an“ und lieferte das Motorrad in dieser Reifendimension, trotz des Verbesserungsvorschlags auf 120/70 ZR 17 zu reduzieren, bis zum Produktionsende damit aus. Ulf Böhringer empfand das Fahrwerk als Enttäuschung:

„Das Motorrad erscheint bei flotter Fahrweise auf welligem Untergrund ausgesprochen kurvenunwillig. Jeder Fuge, jeder Fahrbahnmarkierung läuft das Vorderrad hinterher, am Lenker leistet man heftige Arbeit, um das Big Bike auf Kurs zu halten. Dabei fällt es grundsätzlich schon nicht leicht, die GTS in Schräglage zu zwingen oder gar bei einer sich zuziehenden Kurve noch weiter abzuwinkeln.“

Im Gegensatz zum „revolutionären Konzept“ der Vorderradaufhängung blieb Yamaha mit der Schwinge am Hinterrad auf dem Stand der Technik. Als Antriebsquelle des Sporttourers fungierte der für den deutschen Markt von 107 kW (145 PS) auf 72 kW (98 PS) gedrosselte Fünfventil-Motor der Yamaha FZR 1000 mit Drei-Wege-Katalysator, dessen hoher Kraftstoffverbrauch kritisiert wurde:

„Bei Autobahnjagerei kann der Benzinverbrauch schon mal über zehn Liter auf 100 Kilometer schnellen, wenn die Benzin-Kontrolle aufleuchtet, sind bei maßvoller Gashand allerdings noch gut 60 Kilometer Distanz möglich. Eines ist die GTS ganz sicher nicht, eine Maschine zum Do-it-yourself-Schrauben. Allein die Demontage der sechsteiligen Verkleidung bringt nervöse Finger zur Verzweiflung.“

Im Sekundärantrieb war ein weniger tourenfreundlicher Kettenantrieb eingebaut. Das Motorrad war gegen Aufpreis mit Antiblockiersystem verfügbar; die Modellbezeichnung lautete dann Yamaha GTS 1000 (A). In Deutschland sollen 1.369 Exemplare einen Abnehmer gefunden haben. Restbestände wurden nach Ende der Serienfertigung bis 1999 verkauft.